# Invertito
Invertito – Jahrbuch für die Geschichte der Homosexualitäten ist eine deutschsprachige wissenschaftliche Zeitschrift für die Geschichte gleichgeschlechtlicher Liebe, Erotik und Sexualität. Sie wird seit 1999 vom Fachverband Homosexualität und Geschichte (FHG) in Zusammenarbeit mit dem Männerschwarm Verlag herausgegeben, welcher sich zum Ziel gesetzt hat, die unterschiedlichen Initiativen und Projekte zur Erforschung und Dokumentation gleichgeschlechtlicher Geschichte miteinander bekannt zu machen.
Invertito erscheint einmal im Jahr, es sind bislang 17 Jahrgänge erschienen. Jeder Band umfasst etwa 200 Seiten, auf denen etwa vier längere Aufsätze (bis 2005 jeweils zu einem gemeinsamen Schwerpunktthema), weiters einige kleinere Beiträge und Buchbesprechungen zu finden sind. In die historische Forschung eingebettet, zeigt Invertito die Vielfalt der regionalen und epochalen Erscheinungsformen, Selbst- und Fremdbestimmungen der Homosexualitäten auf. Gleichzeitig werden dadurch gängige Geschichtsbilder, welche durch die scheinbare Selbstverständlichkeit heterosexueller Verhältnisse geprägt sind, hinterfragt.

## Schwerpunkte der einzelnen Jahrgänge
- 1. Jahrgang (1999) Homosexualitäten in der Bundesrepublik Deutschland 1949–1972. ISBN 3-928983-76-8.
  - Burkhardt Riechers: Freundschaft und Anständigkeit – Leitbilder im Selbstverständlichkeit männlicher Homosexueller in der frühen Bundesrepublik
  - Kirsten Plötz: „Echte“ Frauen? – „Lesbierinnen“ im Spiegel öffentlicher Äußerungen in den Anfängen der Bundesrepublik
  - Stefan Micheler: Heteronormativität, Homophobie und Sexualdenunziation in der deutschen Studierendenbewegung
- 2. Jahrgang (2000) Homosexualitäten in der Weimarer Republik 1919–1933. ISBN 3-928983-89-X.
  - Heike Schader: Virilität als Strategie weiblicher homosexueller Frauen um gesellschaftliche Anerkennung im Berlin in der 1920er Jahre
  - Sabine Puhlfürst: Christa Winsloes Mädchen in Uniform. Theaterstück – Verfilmung – Romanfassung
  - Bernd-Ulrich Hergemöller: Hans Blühers Männerwelten. Fragmente, Widersprüche, Perspektiven
  - Jens Dobler: Polizei und Homosexuellenverbände
- 3. Jahrgang (2001) Homosexualitäten und Crossdressing im Mittelalter. ISBN 3-935596-01-4.
  - Albrecht Diem: Entwicklung des klösterlichen Diskurses über Sexualität und sexuelle Enthaltsamkeit
  - Andreas Niederhäuser: Männerliebe im höfischen Roman
  - Karin Losert: Heilige Frauen als Cross-Dresserinnen
  - Petra Heitfeldt: Durchbrochene Konzepte von Weiblichkeit und Männlichkeit. Rollentausch im Krieg
- 4. Jahrgang (2002) Denunziert, verfolgt, ermordet: Homosexuelle Männer und Frauen in der NS-Zeit. ISBN 3-935596-14-6.
  - Stefan Micheler, Jürgen K. Müller, Andreas Pretzel: Die Verfolgung homosexueller Männer in der NS-Zeit und ihre Kontinuität. Gemeinsamkeiten und Unterschiede in den Großstädten Berlin, Hamburg und Köln
  - Hans-Peter Weingand: „Mit einem Rückfall ist auf alle Fälle zu rechnen.“ Männliche Homosexualität und Kriminalbiologie am Beispiel der Universität Graz
  - Albert Knoll: Homosexuelle Häftlinge im KZ Dachau
  - Kirsten Plötz: „… ihre perversen Neigungen restlos bloß zu stellen.“ Die politische und sexuelle Denunziation einer Nationalsozialistin 1933
  - Claudia Schoppmann: Zum aktuellen Forschungsstand über lesbische Frauen im Nationalsozialismus
- 5. Jahrgang (2003) Zwischen Camouflage und Provokation: Homosexualitäten in Kunst und Kultur. ISBN 3-935596-25-1.
  - Heike Schader, Christine Regn: „Im Dienst der Sache“. Die Bedeutung von Bildmaterial in Zeitschriften homosexueller Frauen. Die 20er, 50er und 70er Jahre des 20. Jahrhunderts im Vergleich
  - Ralf Jörg Raber: „Wir … sind, wie wir sind!“ Homosexualität auf Schallplatte 1900–1936
  - Klaus Sator: Tanz und Homosexualität. Sexuelle Identitäten hinter und auf der Bühne
- 6. Jahrgang (2004) Kontakte – Freundschaften – Partnerschaften. ISBN 3-935596-65-0.
  - Klaus van Eickels: Tender Comrades. Gesten männlicher Freundschaft und die Sprache der Liebe im Mittelalter
  - Stefan Micheler, Heike Schader: Gleichberechtigung als Ideal? Partnerschaftsmodelle und Beziehungen Männer begehrender Männer und Frauen begehrender Frauen in der Weimarer Republik
- 7. Jahrgang (2005) Gemeinsam sind wir stark – Homosexuelle Netzwerke. ISBN 3-935596-84-7.
  - Rainer Maaß: Ein Darmstädter Landesverrat im Jahre 1922 und seine ungeahnten Folgen. Die unglückliche Geschichte von Ludwig Möser
  - Gerhard Grün: Troubles in Paradise. 30 Jahre Schwulen- und Lesbenzentren in Köln
- 8. Jahrgang (2006). ISBN 978-3-939542-00-1.
  - Klaus-J. Lorenzen-Schmidt: Reichsgraf Christian Detlef Rantzau als Sodomit?. Eine politische Affäre im Norden des Alten Reiches (1715–1720)
  - Beat Frischknecht: Caspar Wirz – eine „unstete Natur“. – Versuch eines Porträts des Schweizer Theologen, Historikers und WhK-Aktivisten
  - Andreas Pretzel: Eros und Widerstand. Ein Netzwerk der bündischen Jugendbewegung im Exil
  - Monika Pater: „Gegen geile Männerpresse – für lesbische Liebe“. Der Andersen/Ihns-Prozess als Ausgangspunkt für das Coming-out von Lesben
- 9. Jahrgang (2007). ISBN 3-939542-16-4.
  - Klaus Berndl: Die Aufhebung der Todesstrafe für „unnatürliche Sünden“ in Preußen, 1794
  - Beat Frischknecht: Caspar Wirz – eine „unstete Natur“. Versuch eines Porträts des Schweizer Theologen, Historikers und WhK-Aktivisten
  - Albert Knoll: August Fleischmann – Der Seelenforscher. Ein Vorkämpfer der Münchner Homosexuellenbewegung
  - Raimund Wolfert: Auf den Spuren der „Invertierten“ im Breslau der zwanziger und dreißiger Jahre
- 10. Jahrgang (2008). ISBN 3-939542-33-4.
  - Stefan Micheler: Zeitschriften und Verbände gleichgeschlechtlich begehrender Menschen in der Weimarer Republik. Ansätze einer Organisationsgeschichte
  - Martin Lücke: Männerbilder zwischen Konsum und Kommunismus. Die Konstruktion homosexueller Männlichkeit bei den Homosexuellen-Aktivisten Friedrich Radszuweit und Richard Linsert
  - Frank Ahland: „Da wird geändert, und du weißt nicht wie“. Der Skandal um den Film Anders als du und ich von Veit Harlan aus dem Jahr 1957
  - Mirko Nottscheid: „Eines allein ist für mich langweilig“. Der Pädagoge, Sozialwissenschaftler und Schriftsteller Joachim Hohmann (1953–1999). Ein bio-bibliographischer Überblick. Mit einer Bibliographie seiner belletristischen und wissenschaftlichen Buchveröffentlichungen aus den Jahren 1970 bis 2000
- 11. Jahrgang (2009). ISBN 978-3-939542-77-3.
  - Thomas Lau: „Da erhob sich ein groß Geschrei über Sodom“. Sodomitenverfolgung in Zürich in der zweiten Hälfte des 17. Jahrhunderts
  - Christine M. Klapeer: Die Tribadin und der Leviathan. Eine heteronormativitätskritische und lesben-affrimative Analyse von Thomas Hobbes Vertragstheorie
  - Heinz-Jürgen Voß: Konstituierung von „Geschlecht“ in westlichen modernen biologisch-medizinischen Wissenschaften – Ausgangspunkt Hermaphroditismus
  - Jens Dobler: Der Fall Graf Cajus und Genossen
  - Klaus Sator: John Olday. Auf den Spuren eines schwulen Künstlers und Anarchisten
  - Raimund Wolfert: Ein „maßlos judenfreundlicher junger Däne“. Allan Hagedorff und sein Einsatz für Verfolgte des Naziregimes

- 12. Jahrgang (2010). ISBN 978-3-939542-84-1.
  - Michael Schön: Der Auftrag der Erinnerung. Ein Essay anlässlich des 25-jährigen Bestehens des Schwulen Museums Berlin
  - Raimund Wolfert: Auf Freundschaft und Treue: Ein schlesisches Freundschaftsglas im Schwulen Museum Berlin
  - Christian-Alexander Wäldner: Hermann L., ein Homosexueller aus Hannover im Nationalsozialismus: Mehr als ein Opfer?
  - Klaus Berndl / Vera Kruber: Zur Statistik der Strafverfolgung homosexueller Männer in der SBZ und der DDR bis 1959
  - Norbert Finzsch: Becoming Gay: Deleuze, Feminismus und Queer Theory

- 15. Jahrgang (2013). ISBN 978-3-86300-153-7.
  - Kevin Dubout / Raimund Wolfert: „Eigentümliche Städte, sympathische Völker und Sehenswürdigkeiten von großer Schönheit“. Zur Skandinavien-Rundreise des WhK-Aktivisten Eugen Wilhelm 1901
  - Thierry Delessert: Straflosigkeit in Grenzen. Zur politischen und rechtlichen Geschichte männlicher Homosexualität in der Schweiz in der ersten Hälfte des 20. Jahrhunderts
  - Johann Karl Kirchknopf: Ausmaß und Intensität der Verfolgung weiblicher Homosexualität in Wien während der NS-Zeit. Rechtshistorische und quantitative Perspektiven und Dokumente der Verfolgungsbehörden
  - Ines Rieder: Aktenlesen 1946–1959. Lesben in Wien im Visier der Justiz
  - Volker Bühn: Alfred Grünewald (1884–1942). Architekt, Dichter und Erotiker
  - Manuela Bauer / Hannes Sulzenbacher: „Mein Name ist Erich Lifka. In Moskau kennt man mich“. Eine erfundene Biographie zwischen Abenteuer, Widerstand, Spionage und Pornographie

- 17. Jahrgang (2015)
  - Christiane Leidinger: Zur Politik der Platzbenennung – Überlegungen für eine Geschichtspolitik und historische Erinnerungskultur als gegenhegemoniale Wissensbildung entlang von Intersektionalität(sbewusstsein), Empowerment und Powersharing
  - Christiane Carri: „Als erstes Symptom einer gewissen psychischen Abwegigkeit ist bei ihr selbst ihre homosexuelle Einstellung zu nennen“. Diskurse um weibliche Homosexualität aus einem Entmündigungsgutachten der Weimarer Republik
  - Kim Trau: Rechtswohltat oder „Schweinerei“? Die Diskussion des Transsexuellengesetzes in der Presse und in Petitionen an den Bundestag zwischen 1975 und 1982

- 18. Jahrgang (2016)
  - Heike Schrader: Die Klubrevolte 1929. Die Dynamik der Berliner Damenklubs Violetta und Monbijou in den Jahren 1928–1929
  - Raimund Wolfert: „Die ganze vertrackte Situation halt“. Karl Kipp (1896–1959): Opernsänger, Rosa-Winkel-Häftling und Auschwitz-Überlebender
  - Stephan Jaray: Vom Speakeasy zur schwulen Herrenbar. Geschichten und Legendenbildung um die Mary's Old Timers Bar in Zürich (1935–1975) und ihre Besitzerin Mary Lang (1884–1977)
  - Christopher Treiblmayr: Irreversible Errungenschaften? Zum gay boom im deutschen Kino der 1990er Jahre

## Kritiken
- Invertito ist unverzichtbar für alle, die sich wissenschaftlich mit homosexueller Geschichte befassen, aber auch für all jene ein Gewinn, die sich etwas genauer mit dem Werdegang der eigenen Minderheit beschäftigen möchten. (Gay-Press.de, Februar 2001)
- Gewiss, Invertito bietet breiten Raum für unterschiedliche Positionen, eine gewisse Nähe zu jenem Paradigmenwechsel, der mit der Anwendung dekonstruktivistischer Methoden, der in Verbindung und der Rezeption Michel Foucaults steht, ist jedoch kaum zu übersehen. (Manfred Mugrauer in Progress – magazin der Österreichischen HochschülerInnenschaft, 2/2002)
- Schwere Kost, eher etwas für wirklich an Hintergründen Interessierte gewandt, kommen doch einige Texte locker und verständlich daher. (rosalila Nr. 41)